# Línea G11 (Montevideo)
La línea G11 es una línea local y alimentadora de la Terminal Colón de Montevideo, une en modalidad de circuito dicha terminal con la intersección de los caminos Melilla y  Félix de Buxareo.

## Características
En los días hábiles, cuenta  con una frecuencia de entre 45 y 60 minutos. Durante el día, dos recorridos de la línea son modificados, teniendo como destino la Escuela pública N°124 en Camino de la Redención y Camino Azarola.
Fue creada en diciembre de 2012 con la apertura de la terminal Colón, sustituyendo a la línea L11 que iba desde la Plaza Vidiella hasta Camino Melilla y Camino Félix Buxareo

## Recorridos
Circulan por los barrios Colón, Lezica y la localidad de Melilla. 
Circuito
- Andén 5 (Terminal Colón)

- Corredor Garzón
- Calderón de la Barca
- Avenida Lezica
- Peabody
- Camino Melilla
- Camino de La Redención
- Cno. F. Azarola
- Camino Melilla
- Camino Félix Buxareo
- cambia destino a Terminal Colón
- Camino de La Redención
- Camino Melilla
- Peabody
- Avenida Lezica
- Calderón de la Barca
- Avenida Gral. Garzón
- Andén 7 (Terminal Colón)